# Kaiser-Franz-Joseph-Jubiläums-Turnier 1898
Das Kaiser-Franz-Joseph-Jubiläums-Turnier vom 18. September 1898 war eines der ersten größeren Fußballturniere in Österreich. Das Turnier wurde anlässlich des 50. Thronjubiläums Kaiser Franz Josephs I. ausgetragen. Insgesamt nahmen zwölf verschiedene Mannschaften, zumeist aus Wien stammend, daran teil. Einige damalige Wiener „Großvereine“ wie die Vienna, Vienna Cricket and Football-Club oder der Wiener AC nahmen mit mehreren Mannschaften am Turnier teil. Bekannt wurde das Turnier dadurch, dass es das erste große Turnier in Wien war. Austragungsort war die Hohe Warte, das frühe Fußballzentrum Österreichs.
Beim Jubiläums-Turnier traten die zwölf teilnehmenden Teams in Haupt- und Trostbewerb nach Cupsystem an. Allerdings spielten pro Mannschaft nur sechs Spieler auf einer Spielplatzhälfte zwei Halbzeiten zu je zehn Minuten. Sieger wurde der Vienna Cricket and Football-Club vor der zweiten Mannschaft des First Vienna FC 1894.

## Teilnehmende Vereine
- AC Viktoria Wien
- Erster Wiener Arbeiter-Fußball-Club (Vorläufer des SK Rapid Wien)
- FC Baden
- First Vienna FC 1894 (drei Mannschaften)
- Spielvereinigung Wien
- Vienna Cricket and Football-Club (drei Mannschaften)
- Wiener AC (zwei Mannschaften)